# Ursula Wölfel
Ursula Wölfel (Hamborn, 16 september 1922–23 juli 2014, Heidelberg) is een kinderboekenschrijfster uit Duitsland. In 1959 schreef ze haar eerste kinderboek.
In 1991 won Wölfel de Buxtehuder Bulle voor Ein Haus für alle. Ook kreeg ze dat jaar de Duitse Jeugdliteratuurprijs.
In 2014 overleed Wölfel in Heidelberg.